# Castletown (comté de Laois)
Pour les articles homonymes, voir Castletown.
Castletown (en irlandais : Baile an Chaisleáin) est un village, un townland et une paroisse dans le comté de Laois en Irlande.

## Vue d'ensemble
Castletown est connu comme « le village idéal du comté de Laois » ((en) The Tidiest Town in Laois). 
Le président du comité des Tidy Towns est Seán Fleming, membre du parlement irlandais (TD). 
Castletown n’est pas seulement le village le plus pittoresque du comté de Laois : en 1998, la localité n’avait que quatre points de retard sur le premier au classement national. La localité a remporté l'Irish Tidy Towns Competition en 2002.

## Toponymie
Castletown tire son nom d'un ancien château fort, occupant une position dominante près de la rivière Nore. 
L'ancien nom irlandais du village est  Baile Chaisleáin Ua bhFoirchealláin  qui signifie « ville du château de Uí Fhoirchealláin ». Le nom a été anglicisé en  "Ballycashlan-Offerillan" et "Ballycaslane-Offeralane". 
Uí Fhoirchealláin est le nom de la paroisse. Il a été ajouté pour le distinguer d'un autre Castletown.

## Histoire
Selon un extrait du dictionnaire topographique de l'Irlande, publié par Samuel Lewis, à Londres, en 1837, Castletown était "un village de la paroisse d'Offerlane, baronnie d'Upper Ossory, du comté de Queen's et de la province de Leinster".
Le village se trouve à un kilomètre du centre-ville de Mountrath et compte alors 367 habitants. 
Au début du XVIe siècle, le site était occupé par Sir Oliver Norris, gendre du  comte d'Ormonde, en vue de limiter le pouvoir de la dynastie des Fitzpatricks, à qui il a été par la suite abandonné. À cette époque, « Le village est agréablement situé sur la rivière Nore et sur la route de Dublin à Limerick, il contient 59 maisons, dont beaucoup sont de bonnes demeures, et l'ensemble a une apparence de propreté et respectabilité ».

## Lieux d'intérêt
- Gash Gardens.

- Monastère des De La Salle Brothers (Frères De La Salle), dans le village depuis 1881.

## Enseignement
La paroisse compte trois écoles publiques : l’école primaire de Castletown, l’école nationale Paddock et l’école nationale Rushall.
L’école secondaire la plus proche est la nouvelle école communautaire de Mountrath.

## Sports
Castletown GAA et Slieve Bloom GAA, associations de football gaélique, ont leur activité dans la localité.

## Transports

### Voies routières
Un nouveau pont a été construit en 1972 et a permis de résoudre les problèmes d'embouteillages dans le village.

### Transports en commun routiers
Le village est desservi par la ligne 12 des bus Éireann qui la relie à Dublin, à l’aéroport de Dublin, à Portlaoise, à Limerick...

### Rail
La gare de Mountrath et Castletown a ouvert le 1er septembre 1848. Elle ferme au transport de marchandises le 3 novembre 1975 et définitivement le 6 septembre 1976.
Les services ferroviaires les plus proches sont maintenant accessibles à la gare de Portlaoise et à la gare de Ballybrophy.

### Liens inetrnes
- Liste des villes d'Irlande